# 도마리촌 (미에현)
도마리촌(泊村)은 일본 미에현 미나미무로군에 설치되었던 촌이다. 현재의 구마노시의 일부에 해당한다.